# Kjerringholmen (Fjell)
Ne doit pas être confondu avec Kjerringholmen.
Kjerringholmen est une île dans le landskap Sunnhordland du comté de Vestland. Elle appartient administrativement à Øygarden.

## Géographie
Rocheuse et couverte d'arbres, elle s'étend sur environ 92 m de longueur pour une largeur approximative de 91 m.